# Tacuatí
Tacuatí es un municipio y ciudad de Paraguay, situada al norte del departamento de San Pedro. Es un remoto pueblo del Paraguay nacido como reducción de indígenas a fines del 1700. 
En la localidad se encuentran escrituras rupestres y ruinas de un antiguo templo a orillas del río Ypané, que según algunos es una prueba de la presencia de vikingos en América antes de la llegada de los colonizadores españoles.

## Historia
El pueblo estaba habitado a la llegada de los españoles por varias parcialidades de nativos conocidos como: Layana, Charavana y los Guanas, quienes tenían a uno como cacique principal y quienes mantenían constantes luchas con los Mbayas y Payaguas.
Tacuati fue fundada oficialmente por los españoles el día de Nuestra Señora de la Merced en el año 1799, por Fray Marcos Mancuello, siendo el cacique principal de la parcialidad Layana, de nombre José Antonio Zuicá, quien era un indígena bautizado por el cura párroco de Capiata Miguel Ángel Antúnez.

## Demografía
Tacuatí cuenta con 13 847 habitantes en total, según datos oficiales del censo paraguayo de 2022.